# El Duro
El Duro är en ort i Mexiko.   Den ligger i kommunen Ciudad del Maíz och delstaten San Luis Potosí, i den centrala delen av landet, 300 km norr om huvudstaden Mexico City. El Duro ligger 1 065 meter över havet och antalet invånare är 169.
Terrängen runt El Duro är kuperad söderut, men norrut är den platt. Runt El Duro är det glesbefolkat, med 16 invånare per kvadratkilometer. Närmaste större samhälle är Alaquines, 17,1 km öster om El Duro. I omgivningarna runt El Duro växer huvudsakligen savannskog.